# Philodema rhoiella
Philodema rhoiella är en fjärilsart som beskrevs av Dyar 1904. Philodema rhoiella ingår i släktet Philodema och familjen mott. Inga underarter finns listade i Catalogue of Life.